# Aspalathus chrysantha
Aspalathus chrysantha är en ärtväxtart som beskrevs av Rolf Martin Theodor Dahlgren. Aspalathus chrysantha ingår i släktet Aspalathus och familjen ärtväxter. Inga underarter finns listade i Catalogue of Life.